# Breznica (gmina Žagubica)
Breznica (cyr. Брезница) – wieś w Serbii, w okręgu braniczewskim, w gminie Žagubica. W 2011 roku liczyła 158 mieszkańców.